# 摩西·纳加穆图
摩西·维拉萨米·纳加穆图（英語：Moses Veerasammy Nagamootoo；1947年11月30日—），是一名圭亞那作家與政治人物，擁有泰米爾血統。
纳加穆图出生於英属圭亚那村莊惠姆（Whim），曾擔任記者、教師和律師，1992年以人民進步黨黨員身分首次進入圭亚那国民议会，2015年5月20日成為圭亞那總理。

## 作家身份
他是小說《亨德利的治療》（Hendree's Cure，2001）的作者，描述了20世紀50年代和60年代科兰太因河泰米爾漁民的世界。

## 外部連結
- (Paywalled) Article on one of Nagamootoo's novels （页面存档备份，存于） in Callaloo.
- 斯塔布魯克新聞（英语：Stabroek News）上纳加穆图的文章 （页面存档备份，存于）
- 斯塔布魯克新聞上纳加穆图的文章 （页面存档备份，存于）
- 菩提樹出版社（英语：Peepal Tree Press）的作家資訊